# House of God (álbum)
House of God (en español, Casa de Dios) es el noveno álbum de estudio de la banda King Diamond. El álbum original fue publicado por el sello discográfico Massacre Records en formatos vinilo y CD, Metal Blade Records lo publicó en CD.
King Diamond conocido por su afición a la metafísica y a las historias demoníacas, así como su debilidad por escenarios de terror atmosféricos. Estamos ante una de las personalidades más importantes de la escena metalera actual.

## Sinopsis
Con su álbum, House of God, supera sus trabajos anteriores, tanto musicalmente como en las letras. Su majestad presenta un impresionante álbum de metal con una historia fascinante, recopilada con grandes músicos.
House of God es posiblemente la historia más fuerte que haya escrito King Diamond en su etapa solista, básicamente porque trata sobre la teoría de que Jesús de Nazaret no murió en su crucifixión, se casó con María Magdalena y tuvo descendencia.
La historia relata la llegada de ese personaje (él) a esta iglesia en la colina oculta en el bosque y los sucesos que ahí se dieron. Ciertamente, como es su costumbre, lo hace de una manera libre, con lo cual le da forma a su historia.
El disco como siempre tiene una introducción, esta vez escrita en forma de advertencia: 

Era tarde en la noche, hace más de doscientos años, que ese estimado amigo mío me relató una historia muy perturbadora, sobre una misteriosa iglesia en un lugar que he jurado nunca revelar. Es su historia la que voy a contar. Algunos de los nombres y de los lugares que él me mencionó tuve que cambiarlos. También, he elegido contar su historia, como si me sucediera a mí. Solo tengan presente, que la mayoría de esas historias son solo eso. Algo contado por alguien más, sin los hechos para probarlo. Sin embargo, ésta… me hizo preguntarme”

## Argumento
El por qué de la historia está claro, el donde no tanto, pero es el Rennes-le-Château, un pueblo y una comuna francesa en el departamento de Aude, en el área del Languedoc, situado en la cima de una montaña.
Pueblo que ha recibido una gran cantidad de turismo debido a una leyenda moderna sobre el párroco Bérenger Saunière que habría encontrado unos documentos o un tesoro secreto cuyo contenido está poco claro, dos pergaminos de dudosa veracidad que están reproducidos y expuestos en el museo del propio pueblo, pertenecerían supuestamente al secreto que fue encontrado por Saunière. En uno de ellos muestra el árbol genealógico de la dinastía Merovingia, cuyos miembros, según una teoría, eran descendientes de Jesús de Nazaret.
La intro del disco, "Upon The Cross", nos ubica: 

Upon the Cross he did not die, they tortured him, but he survived

Smuggled across the open sea, to Southern France, tranquility

There he married Magdalene, and founded another dynasty

A church was built upon a hill, to serve all of the gods at will
Sobre la cruz en la que no murió, lo torturaron, pero sobrevivió. 
Paso de contrabando a través de mar abierto a Francia meridional, tranquilidad. 
Allí se casó con Magdalena, y fundó otra dinastía.
Una iglesia fue construida sobre una colina, para servir a todos los dioses a su voluntad.
"Upon The Cross" por King Diamond

El argumento se centra en un joven quien se ha perdido en un bosque desconocido para el, e intenta encontrar el camino para salir, mientras tanto comienza a sospechar que lo que le sucede no es normal, se siente observado, en instantes se ve rodeado por lobos y no hace más que esperar su muerte, en ese momento aparece un lobo, que como describe, una hermosa bestia. La mañana se aproxima, alejándose los lobos y solo quedando aquel lobo angelical, el cual lo guía hasta una iglesia abandonada y al adentrarse en esta (The House of God) el lobo revela su identidad mostrándose como una bella mujer llamada Ángela de la cual el joven se enamora. Después de días de amor y pasión la situación se presenta enigmática lo cual no le importa al joven hasta que un momento Ángela le revela que hace un año firmó un pacto el cual la convirtió en el lobo protector de la iglesia, y dentro de un año exactamente tendría que buscar alguien que tome su lugar, Ángela le dice que si él la amaba tendría que firmar el pacto con sangre y tomar su lugar, a lo cual el accede para salvar la vida de Ángela quien queda finalmente libre y se marcha.
El joven despechado y abatido siente que no podrá soportar su soledad lo cual lo lleva al borde de la locura, sintiéndose constantemente observado. En su soledad comienza a presenciar sucesos extraños los cuales le dirigen a la catacumba en donde encuentra huesos humanos en pequeñas cámaras, hasta que llega a una cámara que emite un resplandor en la cual encuentra una estatua de la Virgen María corroída por los años, el muchacho decide romper el rostro de la estatua y se encuentra dentro de esta un cuerpo con vendas. Mientras está viendo eso, los vendajes caen mostrando un rostro con una corona de espinas.
El joven escapa de ahí temiendo por su vida. Una vez de vuelta en la iglesia siente acercarse algo que viene de las catacumbas, finalmente se presenta una entidad que le reprocha haber entrado donde ningún humano debía entrar y ahora sabrá la verdad, Cristo no murió en la cruz, Dios y el Diablo solo son marionetas en escena, el joven le pide que le de una razón para existir, eligiendo la muerte, sube a lo alto de la torre con una cuerda y decide reunirse con el padre del universo y alcanzar la paz.

## Lista de canciones
| N.º   | Título                                | Escritor(es)           | Duración |  |
| 1.    | «Upon The Cross»                      | King Diamond           | 1:44     |  |
| 2.    | «The Trees Have Eyes»                 | Diamond, Andy LaRocque | 4:46     |  |
| 3.    | «Follow The Wolf»                     | Diamond                | 4:27     |  |
| 4.    | «House Of God»                        | Diamond, Andy LaRocque | 5:36     |  |
| 5.    | «Black Devil»                         | Diamond                | 4:28     |  |
| 6.    | «The Pact»                            | Diamond, Andy LaRocque | 4:10     |  |
| 7.    | «Goodbye»                             | Diamond                | 1:59     |  |
| 8.    | «Just A Shadow»                       | Diamond                | 4:36     |  |
| 9.    | «Help!!»                              | Diamond                | 4:21     |  |
| 10.   | «Passage To Hell»                     | Diamond                | 1:59     |  |
| 11.   | «Catacomb»                            | Diamond, Andy LaRocque | 5:01     |  |
| 12.   | «This Place Is Terrible»              | Diamond                | 5:34     |  |
| 13.   | «Peace Of Mind» (Música instrumental) | Andy LaRocque          | 2:31     |  |
| 51:18 |                                       |                        |          |  |

## Integrantes
- King Diamond - vocalista, teclista
- Andy LaRocque - guitarrista
- Glen Drover - guitarrista
- Dave Harbour - bajista
- John Herbert - baterista